# Імран Луза
Імран Луза (фр. Imrân Louza, араб. عمران لوزا; нар. 1 травня 1999, Нант) — французький і марокканський футболіст, півзахисник англійського «Вотфорда» і національної збірної Марокко.

## Клубна кар'єра
Народився 1 травня 1999 року в Нанті. Вихованець футбольної школи «Етюаль дю Сан» та академії «Нанта».
У дорослому футболі дебютував 2017 року виступами за другу команду «Нанта», в якій протягом двох сезонів грав в Аматорському чемпіонаті Франції. 
З 2019 року почав залучатися до головної команди «Нанта» і швидко став одним з її основних центральних захисників.
Влітку 2021 року за 10 мільйонів євро перейшов до англійського «Вотфорда».

## Виступи за збірні
Протягом 2017—2019 років залучався до юнацьких і молодіжних збірних своєї батьківщини, Франції, а також історичної батьківщини своїх батьків, Марокко.
2021 року вирішив на рівні національних збірних захищати кольори африканської команди і дебютував в іграх за національну збірну Марокко.
У складі збірної був учасником Кубка африканських націй 2021 року, що проходив на початку 2022 року в Камеруні.

## Статистика виступів

### Статистика клубних виступів
Станом на 2 січня 2022
| Сезон             | Команда           | Чемпіонат         | Чемпіонат | Чемпіонат | Національний кубок | Національний кубок | Національний кубок | Континентальні кубки | Континентальні кубки | Континентальні кубки | Інші змагання | Інші змагання | Інші змагання | Усього | Усього | Усього |
| Сезон             | Команда           | Ліга              | Ігор      | Голів     | Ліга               | Ігор               | Голів              | Ліга                 | Ігор                 | Голів                | Ліга          | Ігор          | Голів         | Ігор   | Голів  |        |
| ----------------- | ----------------- | ----------------- | --------- | --------- | ------------------ | ------------------ | ------------------ | -------------------- | -------------------- | -------------------- | ------------- | ------------- | ------------- | ------ | ------ | ------ |
| 2017–18           | «Нант-2»          | АЧФ2              | 20        | 4         |                    | -                  | -                  |                      | -                    | -                    |               | -             | -             | 20     | 4      |        |
| 2018–19           | «Нант-2»          | АЧФ               | 20        | 6         |                    | -                  | -                  |                      | -                    | -                    |               | -             | -             | 20     | 6      |        |
| 2018–19           | «Нант»            | Л1                | 1         | 0         | КФ+КЛ              | 2+0                | 1+0                |                      | -                    | -                    |               | -             | -             | 3      | 1      |        |
| 2019–20           | «Нант»            | Л1                | 24        | 2         | КФ+КЛ              | 2+2                | 1+1                |                      | -                    | -                    |               | -             | -             | 28     | 4      |        |
| 2020–21           | «Нант»            | Л1                | 33+2      | 7         | КФ+КЛ              | 0                  | 0                  | -                    | -                    | -                    | -             | -             | -             | 35     | 7      |        |
| Усього за «Нант»  | Усього за «Нант»  | Усього за «Нант»  | 60        | 9         |                    | 6                  | 3                  |                      | -                    | -                    |               | -             | -             | 66     | 12     |        |
| 2021–22           | «Вотфорд»         | ПЛ                | 7         | 0         | КА+КЛ              | 0+2                | 0+0                | -                    | -                    | -                    | -             | -             | -             | 9      | 0      |        |
| Усього за кар'єру | Усього за кар'єру | Усього за кар'єру | 107       | 19        |                    | 8                  | 3                  |                      | -                    | -                    |               | -             | -             | 115    | 22     |        |